# Діді-Хунчалі
Діді-Хунчалі (груз. დიდი ხანჩალი) — село в Грузії.
За даними перепису населення 2014 року в селі проживає 1233 особи.